# Efe (peuple)
Pour les articles homonymes, voir Efe.
Pour un article plus général, voir Pygmée.
Les Efe sont un peuple chasseurs-cueilleurs d'Afrique équatoriale vivant au nord-est de la forêt de l'Ituri, en République démocratique du Congo. Ce sont des pygmées qui font partie du groupe Mbuti. Ils sont proches des Lese (ou BaLese).

## Ethnonymie
Selon les sources, on observe plusieurs variantes : Efè, Efeh, Efes, Efet, Eve, Pygmées Efe.

## Langue
Leur langue est le efe, une langue soudanique centrale dont le nombre de locuteurs était estimé à 20 000 en 1991.

## Culture
Certains Efe perpétuent la vie traditionnelle nomade au sein des forêts de l'Ituri. Leurs campements temporaires se déplacent toutes les six semaines en fonction des gibiers et des ressources naturelles disponibles.

### Discographie
- Pygmées du Haut-Zaïre : Kango, Efe, Asua (enregistré par Didier Demolin dans la forêt d'Ituri au Nord-Est du Zaïre entre 1986 et 1990), Fonti Musicali, Belgique, 1991, CD (1 h 8 min 34 s) + livret (19 p.)
- Polyphonie des pygmées Efe : chants de l'orée de la forêt (enregistré par Didier Demolin en RDC en 1987), Fonti Musicali, Belgique, 1990, CD (1 h 10 min 37 s) + livret